# Le lion, ayant faim, se jette sur l'antilope
Le lion, ayant faim, se jette sur l'antilope est un tableau réalisé par le peintre français Henri Rousseau en 1905. Cette huile sur toile représente un lion attaquant une antilope sous le regard de plusieurs autres animaux dans une jungle. Présentée au Salon d'Automne de 1905, elle a peut-être suggéré à Louis Vauxcelles le bon mot qui vaudra au style des toiles par ailleurs exposées dans la salle VII le nom de fauvisme. Elle est aujourd'hui conservée à la fondation Beyeler, à Riehen, en Suisse.

## Expositions
- Salon d'Automne de 1905, Grand Palais, Paris, 1905.